# Bibiana Wallnerová
Bibiana Wallnerová (14. prosince 1932 Bratislava – 20. července 2014 Bratislava) byla slovenská rozhlasová redaktorka, spisovatelka a překladatelka.

## Životopis
Narodila se v Bratislavě do rodiny advokáta. Do jejich života výrazně zasáhl komunistický převrat. Otec se už hned po něm rozhodoval odejít do zahraničí, ale jeho dcery nesouhlasili. Názor změnili až počátkem 50. let. V květnu 1951 se odhodlali k útěku do Rakouska. Při nočním přechodu přes hranice u Kopčan byla celá skupina uprchlíků dostižen hlídkou pohraniční stráže a za pomoci střelby byli čtyři z nich zadrženi, ale její sestra Dorota byla hlídkou zastřelena.
Následný soud poslal do vězení otce na 12 let, matku na 5 let a Bibianu na 2,5 roku. Z vězení se dostala na amnestii v roce 1953, otec ve vězení zemřel.
Bibiana Wallnerová mohla studovat až po uvolnění politického klimatu v roce 1968. Stala se autorkou písňových textů, rozhlasovou redaktorkou, překladatelkou, dramaturgyní a od 90. let také spisovatelkou. Patřila mezi známé autory rozhlasových her, zejména pro děti.
Zemřela 20. července 2014. Byla nominována na Cenu paměti národa 2014.